# Copestylum vera
Copestylum vera är en tvåvingeart som först beskrevs av Hull 1942.  Copestylum vera ingår i släktet Copestylum och familjen blomflugor.
Artens utbredningsområde är Honduras. Inga underarter finns listade i Catalogue of Life.